# 格林冰川
64°58′S 61°52′W / 64.967°S 61.867°W
格林冰川（英語：Green Glacier）是南極洲的冰川，位於葛拉漢地東部，長28公里、寬7公里，流經杜格爾扎夫峰和魯蓋特嶺之間，在1955年由英國的探險隊測量。